# Controverse autour de l'écriture inclusive en France
Cet article concerne la controverse liée à l’utilisation de l’écriture inclusive. Pour l’écriture inclusive elle-même, voir Langage inclusif en français.
La controverse autour de l'écriture inclusive en France désigne l’ensemble des débats concernant l’utilisation de l’écriture inclusive en France.

## Chronologie
Hatier publie en mars 2017 le premier manuel scolaire rédigé en écriture inclusive intitulé Questionner le monde, et destiné au CE2. Mais la pratique double genrée à l’aide du point n’y est pas exhaustive. Le manuel suscite une forte opposition parmi les personnes militant au sein de la mouvance La Manif pour tous.
À la rentrée suivante, une série de critiques initiées par le journal Le Figaro donne naissance à une polémique nationale. Le 22 septembre, Le Figaro publie un article intitulé « Un manuel scolaire écrit à la sauce féministe ». Le 26 septembre, lors d'une chronique à Europe 1, Raphaël Enthoven accuse l'écriture inclusive d'être un « lifting du langage qui croit abolir les injustices du passé en supprimant leur trace » et la compare à la novlangue du livre 1984 de George Orwell. Le même jour, le linguiste Alain Bentolila interviewé par Le Figaro affirme que « voir un complot machiste dans la langue française manifeste une totale ignorance ». Le 3 novembre, dans Le Figaro, l'universitaire et académicien Marc Fumaroli affirme qu'« il faut défendre la langue française contre les Trissotin du féminisme », et qu'elle « relève de la grammaire, et non de la sociologie politique ». Pour la journaliste scientifique Peggy Sastre, il s'agit d'un « terrorisme intellectuel », dans le sens où les défenseurs de l'écriture inclusive optent, selon elle, « pour une argumentation morale : le camp du bien contre celui du mal, les progressistes contre les réactionnaires, les féministes contre les phallocrates, la bonne marche de l'histoire contre la mauvaise, etc. ».
Le 16 octobre, Jean-Michel Blanquer, ministre de l'Éducation nationale dans le gouvernement Édouard Philippe II, s'oppose à l'usage de l'écriture inclusive en jugeant qu'elle est source de « polémiques inutiles » qui abîment une cause respectable, l'égalité hommes-femmes. Il déclare que l'expression « le masculin l'emporte sur le féminin » n'est « sûrement pas une bonne formule », mais qu'il est défavorable à la remise en question du fond de la règle. Il propose de « dire simplement qu'en cas de pluriel, on accorde au masculin, ce qui dans la langue française s'apparente souvent au genre neutre ». Enfin il déclare s'inquiéter de ce qu'il perçoit comme des « attaques répétées sur la langue française » et que « la langue française n'est pas à instrumentaliser pour des combats aussi légitimes soient-ils ».
Le 26 octobre 2017, l'Académie française publie une déclaration sur « l'écriture dite « inclusive » ». Elle y réaffirme dans une « solennelle mise en garde » un avis fortement négatif sur les formes complexes proposées par le « langage inclusif » et qualifie l'usage de l'écriture inclusive de « péril mortel »,.

Selon le linguiste Geoffrey Roger, l'utilisation d'un discours alarmiste de mise en garde est constitutif d'une pratique élitiste,, :

« De tels discours idéologiques, s'agissant du français comme d'autres langues dominantes, s'interprètent comme constitutifs de la reproduction des élites : il s'agit en définitive de défendre le monopole sur la norme standard exercé par des classes dirigeantes majoritairement masculines, pour mieux légitimer leur accès exclusif au pouvoir. »

 Le 7 novembre 2017, contre l'avis de leur ministre de l'Éducation nationale et pour suivre les recommandations du Haut Conseil à l'égalité entre les femmes et les hommes, 314 fonctionnaires de l'Éducation nationale s'engagent à ne plus enseigner la règle de la prééminence du masculin sur le féminin en classe et signent un manifeste publié par Slate, puis lancent une pétition en ligne, pour trois raisons : que c'est une « règle nouvelle du XVIIe siècle », qu'il faut préférer l'accord de proximité et qu'il ne faudrait pas que les enfants pensent que le masculin l'emporte toujours sur le féminin.
Le 21 novembre 2017, à la suite de la polémique suscitée par la réception de communications officielles émanant de l'administration publique rédigées en écriture inclusive et à la plainte notamment de Jean-Michel Blanquer, ministre de l'Éducation nationale, le Premier ministre Édouard Philippe émet une circulaire intitulée Circulaire du 21 novembre 2017 relative aux règles de féminisation et de rédaction des textes publiés au Journal officiel de la République française. Cette dernière recommande l'utilisation du masculin générique, la féminisation des titres et fonctions lorsque la personne qui l'exerce est de genre féminin, et invite à ne pas utiliser les règles de l'écriture inclusive en matière faisant usage de tiret ou de point médian « graphie faisant ressortir l'existence d'une forme féminine »,,,. Il estime que « le masculin est une forme neutre qu’il convient d’utiliser pour les termes susceptibles de s'appliquer aussi bien aux femmes qu'aux hommes. ». Néanmoins en ce qui concerne la féminisation des titres et fonctions, il suggère de féminiser la fonction à l'aide du guide Femme, j'écris ton nom… écrit par l'unité mixte de recherche Analyse et traitement informatique de la langue française du Centre national de la recherche scientifique et de l'université de Lorraine. Il propose également que les formes inclusives soient à privilégier comme « le candidat ou la candidate ».
Cette circulaire adoptant le principe de la féminisation des titres est cependant considérée par les médias comme un refus officiel des règles d'écriture inclusive alors qu'elle en adopte le principe de féminisation des titres.
Publié en 2019, Le féminin & le masculin dans la langue : l’écriture inclusive en questions, sous la direction de Danièle Manesse et Gilles Siouffi, tente de rendre compte des enjeux de l'écriture inclusive. Toutefois l'ouvrage est jugé partial, mal documenté, n'interroge pas « la suprématie du masculin » et postule une stricte séparation entre l'ordre de la langue et celui du monde.

### 2020: prises de position d'associations handis sur l'accessibilité
Françoise Garcia, vice-présidente de la Fédération nationale des orthophonistes (FNO), note en 2020 un manque d'études scientifiques sur l'accessibilité de l'écriture inclusive, qui selon elle, « ajoute de la confusion » au travail de conversion grapho-phonétique, c'est-à-dire la conversion entre le terme entendu et le terme écrit qui est l'une des difficultés pour les personnes dyslexiques,,,. Une seule étude a testé la lisibilité du point médian mais pas sur une population DYS (pour dyslexie, dyspraxie et dysphasie) et a constaté un léger ralentissement à la première occurrence puis un retour à la vitesse habituelle,,.
Toutes les associations et fédérations ne s'opposent à pas à l'écriture inclusive,. Plusieurs associations de personnes en situation de handicap, telles que la Fédération des aveugles de France, Association handicap et la Fédération française des DYS (dyslexie, dyspraxie et dysphasie), conseillent cependant de ne pas exposer les lecteurs précaires ou débutants aux signes typographiques dans l'écriture inclusive, les considérant comme un obstacle majeur pour la lecture par des systèmes à synthèse vocale, utilisés par les aveugles, les personnes dyslexiques ou encore celles avec un handicap cognitif. Ainsi, pour Association handicap, « seul le point médian est bloquant, mais il peut exister d'autres manières » et la Fédération française des DYS constate que l'usage du point médian représente une difficulté supplémentaire pour un lectorat débutant n'ayant pas automatisé la reconnaissance des mots.
Le fait que les lecteurs d'écran et systèmes de synthèse vocale ne lisent pas le point médian (et autres signes typographiques utilisés pour abréger les doubles flexions) est identifié comme un problème par les différentes associations handis et DYS,,,,,,. L'accessibilité pour les personnes en situation de handicap face à l'écriture inclusive est critiqué comme étant une récupération par ses opposants,. Ainsi le Réseau d’Études HandiFéministes (REHF) juge non représentative les associations y ayant émis un avis défavorable, et estime que le problème réside dans la programmation des logiciels d'aide à la lecture considérant que le problème lié au point médian est uniquement technique et pourrait être résolu par une évolution des logiciels de synthèse vocale,.

### Mai 2021: circulaire contre une partie de l’écriture inclusive
Le 6 mai 2021, dans une circulaire publiée au Bulletin officiel (la cinquième à propos de la langue et du genre), et adressée aux recteurs d’académie, aux directeurs de l’administration centrale et aux personnels du ministère de l’Éducation nationale, le ministre de l'Éducation nationale, Jean-Michel Blanquer proscrit une partie de l'écriture inclusive à l'école, en particulier son utilisation du point médian,,,. Selon Élianne Viennot, cette circulaire vise à « mettre les personnels de l’Éducation nationale au garde-à-vous – quitte à énoncer des sottises [et à] effrayer (objectif qui sert évidemment le premier) – quitte à passer à côté de l’information et de la réflexion qui s’imposent. L’écriture inclusive est « proscrite », mais pas définie ». La linguiste note que la circulaire n'a pas de pouvoir effectif pour contraindre les personnes administrées à ne pas employer le point médian, qu'elle est la seule à s’ouvrir sur une massive citation de l'Académie française (1/5 de la circulaire) et qu'elle condamne aussi les accords traditionnels. Viennot relève l'insistance portée sur la féminisation des fonctions (« bataille » des années 90 résolue par la circulaire Jospin-Chirac de 1998 ). Elle note aussi que la circulaire censée interdire l'écriture inclusive en utilise pourtant deux de ses quatre principes, à savoir « nommer les femmes avec des noms féminins » et l'utilisation des doublets (« Texte adressé aux recteurs et rectrices d’académie ; aux directeurs et directrices de l’administration centrale ») et se focalise sur le point médian, mais sans le nommer, ce qui exclut aussi les autres signes typographiques d'abréviation, y compris les parenthèses employées dans l'administration publique.
Cette circulaire est rejetée par des féministes[Qui ?] et personnes progressistes[Qui ?] plus rapidement et massivement que celle de 2017. Ainsi six syndicats du corps enseignants (Sud-Éducation,SNUipp-FSU, CGT Ferc, UNSA, CNT-FTE ) s'y opposent et appellent à une pratique non sexiste de la langue.

### Novembre 2021
L'intégration dans l'édition en ligne du Robert 2021 du pronom iel, un néopronom inclusif « rare » « pour évoquer une personne quel que soit son genre » (le pluriel iels et la forme alternative ielle, au pluriel ielles, sont aussi mentionnés,), suscite en France une polémique portée par des groupes conservateurs sur la « culture woke »,.
Le député LREM François Jolivet twitte contre l'entrée de iel dans le dictionnaire et saisit l'Académie française, qui est incompétente en linguistique et lexicographie. Le ministre de l'éducation Jean-Michel Blanquer, lui aussi connu pour sa longue opposition à l’écriture inclusive, apporte son soutien au député. D'autres membres du gouvernement, dont la ministre chargée de l'Égalité entre les femmes et les hommes Élisabeth Moreno, soutiennent l'entrée du pronom. Le Robert justifie sa position dans un communiqué.

### Février 2022
Marine Le Pen souhaite interdire l'écriture inclusive à l'école, l'université et les administrations.

### Octobre 2023
Encouragé par le président Emmanuel Macron appelant « à ne pas céder à l'air du temps », le Sénat adopte en octobre 2023 par 221 voix contre 82 une proposition de loi visant à interdire l'écriture inclusive « dans tous les cas où le législateur [...] exige un document en français », soit notamment dans les modes d'emploi, les contrats de travail et les règlements d'entreprise.

### Mars 2024
En mars 2024, la région Grand Est interdit à ses agents l'utilisation dans leurs communications de « l'écriture inclusive [qui] gêne la lecture et la prononciation ».